# Liste der Staatsoberhäupter von Kambodscha
Kambodscha wechselte in der Vergangenheit, vor allem im 20. Jahrhundert, mehrmals die Staatsform. Diese Liste führt alle Könige von Kambodscha auf.

## Staatsformen

Standarte des Königs von Kambodscha

- Königreich von Chenla bis 8. Jahrhundert
- Königreich der Khmer bis 1362
- Protektorat der Königreiche Annam, Vietnam und Siam bis 1863
- Königreich innerhalb der französischen Indochinesischen Union 1863 bis 1953
- souveränes Königreich: 1953 – 8. Oktober 1970
- Republik Khmer: 9. Oktober 1970 – 14. April 1976
- Demokratisches Kampuchea: 14. April 1976 – 11. Januar 1979 (kommunistische Volksrepublik bzw. Diktatur der Roten Khmer)
- Volksrepublik Kampuchea: 11. Januar 1979 – 30. April 1989 (unter vietnamesischer Besatzung)
- Staat Kampuchea: 30. April 1989 – 24. September 1993
- Königreich Kambodscha: seit 24. September 1993

## Könige bis 1860

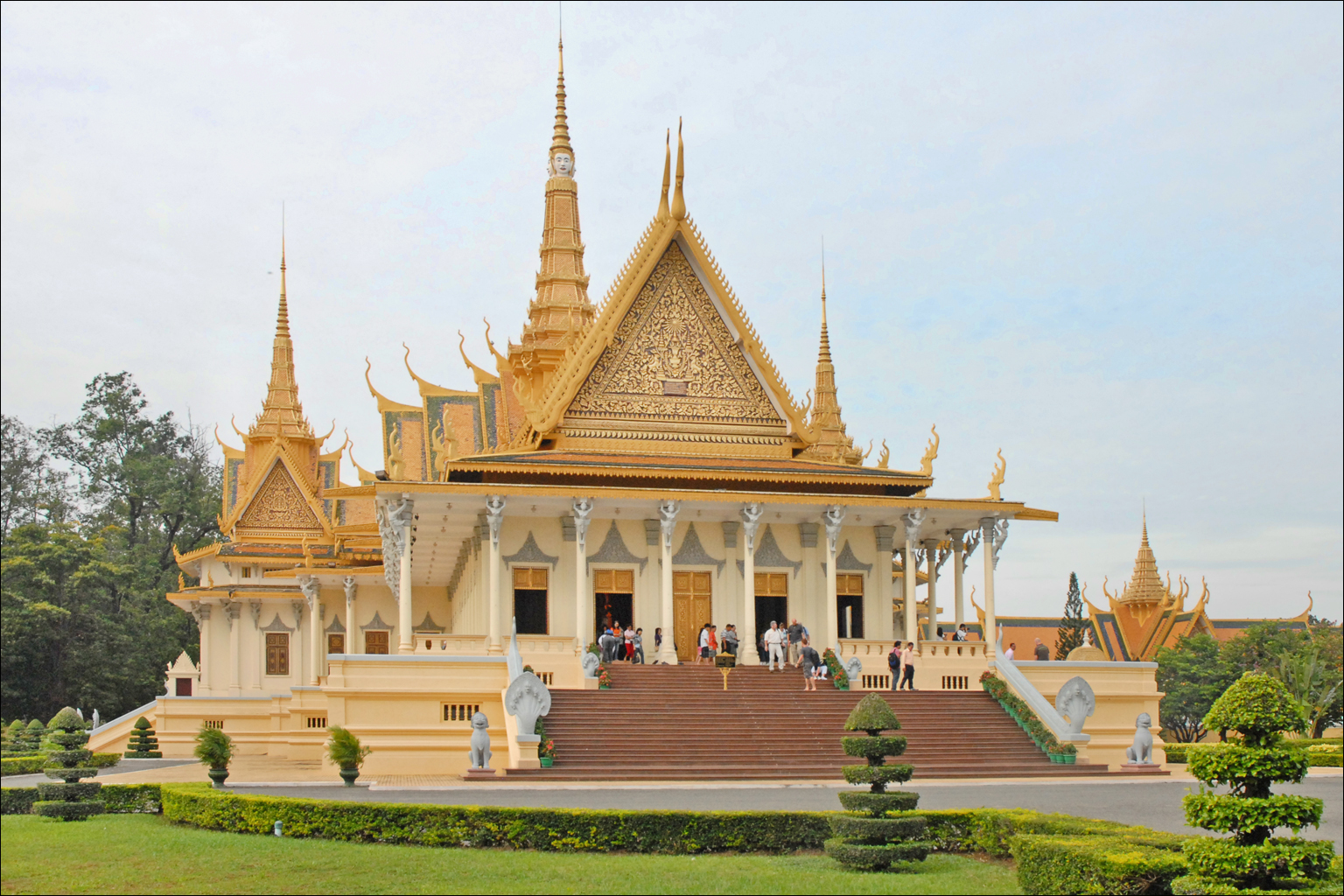
Königspalast (Erster Amtssitz des Königs)

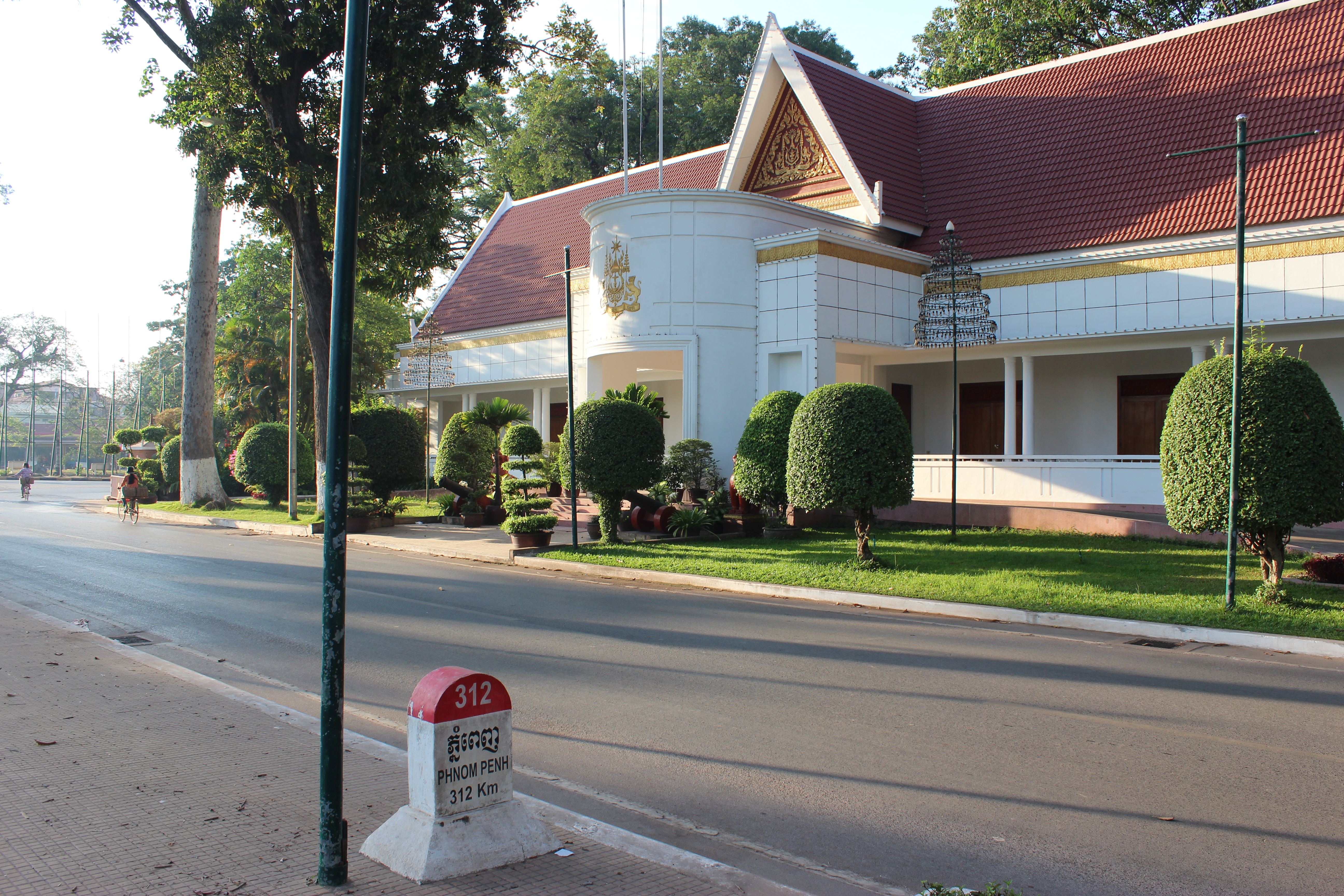
Königlicher Palast (Zweiter Amtssitz und Wohnsitz des Königs)

| Regierungszeit                       | Name (Lebensdaten)           | Anmerkungen                                                 |
| ------------------------------------ | ---------------------------- | ----------------------------------------------------------- |
| 487–514                              | Kaundinya Jayavarman         |                                                             |
| 514–539                              | Rudravarman                  |                                                             |
| ca. 550                              | Bhavavarman I.               |                                                             |
| 600–616                              | Mahendravarman               |                                                             |
| 616–635                              | Isanavarman I.               |                                                             |
|                                      | unbekannt                    |                                                             |
| 639–656                              | Bhavavarman II.              |                                                             |
| 657–681                              | Jayavarman I.                |                                                             |
| ca. 713                              | Jayadevi                     |                                                             |
| ???–???                              | Nripatindravarman            |                                                             |
| ???–???                              | Pushkaraksha                 |                                                             |
| ???–???                              | Sambhuvarman                 |                                                             |
| Ende 8. Jahrhundert                  | Rajendravarman I.            |                                                             |
| ???–???                              | Mahipativarman               |                                                             |
| Siehe: Liste der Herrscher der Khmer |                              |                                                             |
| 1362–1369                            | Nippean Bat                  |                                                             |
| 1369–1371                            | Interregnum (durch Thailand) |                                                             |
| 1371–????                            | Kalamegha                    |                                                             |
| 1377?–1383?                          | Kambujadhitaja               |                                                             |
| ????–????                            | Dharmasokaraja               |                                                             |
| 1389–1404                            | Ponthea Yat                  |                                                             |
| 1404–1429                            | Narayana Ramadhipati         |                                                             |
| 1429–1444                            | Sri Bodhya                   |                                                             |
| 1444–1486                            | Dharmara Jadhiraja           |                                                             |
| 1486–1512                            | Sri Sukonthor                |                                                             |
| 1512–1516                            | Ney Kan                      |                                                             |
| 1516–1566                            | Ang Chan I.                  |                                                             |
| 1566–1576                            | Barom Reachea I.             |                                                             |
| 1576–1594                            | Chettha I.                   |                                                             |
| 1594–1596                            | Reamea Chung Prey            |                                                             |
| 1596–1599                            | Barom Reachea II.            |                                                             |
| 1599–1600                            | Barom Reachea III.           |                                                             |
| 1600–1603                            | Chau Ponhea Nhom             |                                                             |
| 1603–1618                            | Barom Reachea IV.            |                                                             |
| 1618–1622                            | Chettha II.                  |                                                             |
| 1622–1628                            | Interregnum                  |                                                             |
| 1628                                 | Ponhea To                    |                                                             |
| 1628–1630                            | Outey                        |                                                             |
| 1630–1640                            | Ponhea Nu                    |                                                             |
| 1640–1642                            | Ang Non I.                   |                                                             |
| 1642–1659                            | Chan                         |                                                             |
| 1659–1672                            | Barom Reachea V.             |                                                             |
| 1672–1673                            | Chettha III.                 |                                                             |
| 1673–1674                            | Ang Chei                     |                                                             |
| 1674–1675                            | Ang Non                      |                                                             |
| 1675–1695                            | Chettha IV.                  | 1. Mal                                                      |
| 1695–1699                            | Outey I.                     |                                                             |
| 1699–1701                            | Ang Em                       | 1. Mal                                                      |
| 1701–1702                            | Chettha IV.                  | 2. Mal                                                      |
| 1702–1703                            | Thommo Reachea II.           | 3. Mal                                                      |
| 1703–1706                            | Chettha IV.                  | 3. Mal                                                      |
| 1706–1710                            | Thommo Reachea III.          | 2. Mal                                                      |
| 1710–1722                            | Ang Em                       | 2. Mal                                                      |
| 1722–1738                            | Satha II.                    |                                                             |
| 1738–1747                            | Thommo Reachea II.           | 3. Mal                                                      |
| 1747                                 | Thommo Reachea III.          |                                                             |
| 1747–1749                            | Ang Tong                     | 1. Mal                                                      |
| 1749–1755                            | Chettha V.                   |                                                             |
| 1755–1758                            | Ang Tong                     | 2. Mal                                                      |
| 1758–1775                            | Outey II.                    | von Vietnam gestützt                                        |
| 1775–1779                            | Ang Non II.                  | von Siam gestützt; exekutiert während Rebellion 1779        |
| 1779–1796                            | Ang Eng                      | von Siam gestützt; Exil von 1790 bis 1794 während Rebellion |
| 1796–1806                            | Interregnum durch Pok        | (Thronfolger Ang Chan war nicht volljährig; Regentschaft)   |
| 1806–1811                            | Ang Chan II.                 | wechselseitig von Siam und Vietnam gestützter Vasall        |
| 1811–1812                            | Ang Em                       | von Siam gestützter Gegenkönig                              |
| 1812–1813                            | Ang Snguon                   | von Siam gestützter Gegenkönig                              |
| 1813–1834                            | Ang Chan II.                 | von Vietnam gestützter Vasall                               |
| 1835–1841                            | Ang Mei                      | von Vietnam gestützte Marionettenkönigin                    |
| 1840–1847                            | Ang Duong                    | von Siam unterstützter Gegenkönig                           |
| 1844–1847                            | Ang Mei                      | von Vietnam unterstützte Gegenkönigin                       |
| 1847–1860                            | Ang Duong                    | ab 1847 offiziell inthronisiert                             |

## Staatsoberhäupter seit 1860
| Name                                                              | Amtsantritt                                                       | Ende der Amtszeit                                                 | Bemerkungen                                                                                        |                                                                   |                                                                   |                                                                   |
| Königreich Kambodscha unter französischem Protektorat (1863–1953) | Königreich Kambodscha unter französischem Protektorat (1863–1953) | Königreich Kambodscha unter französischem Protektorat (1863–1953) | Königreich Kambodscha unter französischem Protektorat (1863–1953)                                  | Königreich Kambodscha unter französischem Protektorat (1863–1953) | Königreich Kambodscha unter französischem Protektorat (1863–1953) | Königreich Kambodscha unter französischem Protektorat (1863–1953) |
| ----------------------------------------------------------------- | ----------------------------------------------------------------- | ----------------------------------------------------------------- | -------------------------------------------------------------------------------------------------- | ----------------------------------------------------------------- | ----------------------------------------------------------------- | ----------------------------------------------------------------- |
| Norodom                                                           | 19. Oktober 1860                                                  | 24. April 1904                                                    | Sohn von Ang Duong                                                                                 |                                                                   |                                                                   |                                                                   |
| Sisowath                                                          | 24. April 1904                                                    | 9. August 1927                                                    | Sohn von Ang Duong                                                                                 |                                                                   |                                                                   |                                                                   |
| Sisowath Monivong                                                 | 9. August 1927                                                    | 24. April 1941                                                    | Sohn von Sisowath                                                                                  |                                                                   |                                                                   |                                                                   |
| Norodom Sihanouk                                                  | 24. April 1941                                                    | 2. März 1955                                                      | Sohn von Norodom Suramarit; erste Regentschaft als König                                           |                                                                   |                                                                   |                                                                   |
| souveränes Königreich Kambodscha (1953–1970)                      |                                                                   |                                                                   | |                                                                   |                                                                   |                                                                   |
| Norodom Suramarit                                                 | 2. März 1955                                                      | 3. April 1960                                                     | Vater von Norodom Sihanouk                                                                         |                                                                   |                                                                   |                                                                   |
| Chuop Hell                                                        | 3. April 1960                                                     | 6. April 1960                                                     | amtierendes Staatsoberhaupt                                                                        |                                                                   |                                                                   |                                                                   |
| Prinz Sisowath Monireth                                           | 6. April 1960                                                     | 13. Juni 1960                                                     | Sohn von Sisowath Monivong; Vorsitzender des Regentschaftsrates                                    |                                                                   |                                                                   |                                                                   |
| Chuop Hell                                                        | 13. Juni 1960                                                     | 20. Juni 1960                                                     | amtierendes Staatsoberhaupt; zweite Amtszeit                                                       |                                                                   |                                                                   |                                                                   |
| Prinz Norodom Sihanouk                                            | 20. Juni 1960                                                     | 18. März 1970                                                     | Staatsoberhaupt; Verzicht auf Königswürde, seine Mutter Sisowath Kossamak war zeremonielle Königin |                                                                   |                                                                   |                                                                   |
| Khmer-Republik (1970–1975)                                        |                                                                   |                                                                   | |                                                                   |                                                                   |                                                                   |
| Cheng Heng                                                        | 21. März 1970                                                     | 10. März 1972                                                     | Staatsoberhaupt; durch Putsch an der Macht                                                         |                                                                   |                                                                   |                                                                   |
| Lon Nol                                                           | 10. März 1972                                                     | 1. April 1975                                                     | Präsident; militärischer Machthaber                                                                |                                                                   |                                                                   |                                                                   |
| Saukam Khoy                                                       | 1. April 1975                                                     | 12. April 1975                                                    | amtierender Präsident                                                                              |                                                                   |                                                                   |                                                                   |
| Sak Sutsakhan                                                     | 12. April 1975                                                    | 17. April 1975                                                    | Vorsitzender des Obersten Ausschusses                                                              |                                                                   |                                                                   |                                                                   |
| Demokratisches Kampuchea (1975–1979) Herrschaft der Roten Khmer   |                                                                   |                                                                   | |                                                                   |                                                                   |                                                                   |
| Prinz Norodom Sihanouk                                            | 17. April 1975                                                    | 11. April 1976                                                    | Vorsitzender des Staatspräsidiums; zweite Amtszeit                                                 |                                                                   |                                                                   |                                                                   |
| Khieu Samphan                                                     | 11. April 1976                                                    | 7. April 1979                                                     | Vorsitzender des Staatspräsidiums                                                                  |                                                                   |                                                                   |                                                                   |
| Volksrepublik Kampuchea (1979–1989)                               |                                                                   |                                                                   | |                                                                   |                                                                   |                                                                   |
| Heng Samrin                                                       | 7. Januar 1979                                                    | 6. April 1992                                                     | Vorsitzender des Staatsrates                                                                       |                                                                   |                                                                   |                                                                   |
| Staat Kambodscha (1989–1993) unter Verwaltung der UNO (1992–1993) |                                                                   |                                                                   | |                                                                   |                                                                   |                                                                   |
| Chea Sim                                                          | 6. April 1992                                                     | 14. Juni 1993                                                     | Vorsitzender des Staatsrates                                                                       |                                                                   |                                                                   |                                                                   |
| Prinz Norodom Sihanouk                                            | 14. Juni 1993                                                     | 24. September 1993                                                | Staatsoberhaupt; dritte Amtszeit                                                                   |                                                                   |                                                                   |                                                                   |
| Königreich Kambodscha (seit 1993)                                 |                                                                   |                                                                   | |                                                                   |                                                                   |                                                                   |
| Norodom Sihanouk                                                  | 24. September 1993                                                | 7. Oktober 2004                                                   | zweite Regentschaft                                                                                |                                                                   |                                                                   |                                                                   |
| Norodom Sihamoni                                                  | 7. Oktober 2004                                                   | amtierend                                                         | Sohn von Norodom Sihanouk                                                                          |                                                                   |                                                                   |                                                                   |